# NGC 7218
NGC 7218 (другие обозначения — PGC 68199, MCG -3-56-8, IRAS22074-1654) — спиральная галактика с перемычкой (SBc) в созвездии Водолей.
Этот объект входит в число перечисленных в оригинальной редакции «Нового общего каталога».